# Kulanu
Kulanu (hebreu: כולנו‎, tots nosaltres) fou un partit polític israelià dirigit per Moshe Kahlon, exdiputat del Likkud a la Kenésset. La seva ideologia era de centre-dreta i prioritzava les qüestions econòmiques com ara les polítiques d'habitatge o el cost de la vida.

## Història
El partit fou creat el 2014, amb vistes de presentar-se a les eleccions legislatives d'Israel de 2015, en les quals quedà cinquè, amb el 7,49% i 10 escons. Binyamín Netanyahu formà un nou govern de coalició de Likkud amb la Llar Jueva, Judaisme Unit de la Torà, Kulanu i Xas, amb el mínim de 61 escons, i Yisrael Beiteinu es va unir a la coalició el maig de 2016.
A les eleccions legislatives d'Israel d'abril de 2019 obtingueren només un 3,54% dels vots i 4 escons. Davant de la incapacitat de formar govern, es convocaren eleccions anticipades el dia 29 de maig. Aquell mateix dia els partits Likkud i Kulanu anunciaren que es presentarien junts a les eleccions. El 31 de juliol el Kulanu es dissolgué oficialment i els seus membres s'uniren al Likkud.

## Líders
| Leader | Leader | Leader       | Inici | Final |
| ------ | ------ | ------------ | ----- | ----- |
|        |        | Moshe Kahlon | 2014  | 2019  |

## Resultats electorals a la Kenésset
| Any        | Líder        | Vots    | %    | Escons   | +/- | Govern?       |
| ---------- | ------------ | ------- | ---- | -------- | --- | ------------- |
| 2015       | Moshe Kahlon | 315.360 | 7,49 | 10 / 120 | 10  | Coalició      |
| Abril 2019 | Moshe Kahlon | 152.756 | 3,54 | 4 / 120  | 6   | Es repeteixen |